# José Pérez Figueiras
José Pérez Figueiras (Buenos Aires, Provincia de Buenos Aires, Argentina, 24 de julio de 1912 - Rancagua, Región del Libertador Bernardo O'Higgins, Chile, 8 de mayo de 1986) fue un futbolista y entrenador argentino apodado «El Gallego». Jugaba de delantero y fue el técnico más exitoso en la historia de Santiago Wanderers al haber obtenido tres subcampeonatos, dos títulos de Primera División, dos Copa Chile y un subcampeonato de esta, además es considerado uno de los grandes entrenadores que ha pasado por O'Higgins. Se caracterizó por proponer un juego agresivo y aguerrido a diferencia de lo que proponían otros entrenadores en aquellos años en Chile.

## Trayectoria
Oriundo del barrio de Villa Soldati comenzó su carrera como jugador a los quince años en el Platense donde sería un destacado "wing" llegando a jugar en Francia por el Racing Club de France Football siendo interrumpida su carrera por la II Guerra Mundial, pese a esto sería campeón de la Coupe de France en 1939 donde convertiría el primer gol en la final. Luego regresó a Argentina para jugar un par de temporadas en Ferro Carril Oeste donde tendría sus mejores campañas antes de retirarse, además de ejercer como entrenador de divisiones inferiores, ya en 1945 remplazaría como técnico del primer equipo a Guillermo Stábile siendo parte del primer descenso de la institución de Caballito en 1946.
En 1947 viaja a Chile y continua su carrera como técnico en Badminton que por aquellos años no tenía buenas campaña y logra ubicarlo en la medianía de la tabla lo cual lo haría llegar a Santiago Wanderers que hacía sus primeras armas en la liga de la Asociación Central de Fútbol y obtendría el primer subcampeonato del club lo cual lo haría regresar a Argentina para dirigir a Platense pero luego regresaría al club porteño en 1955.
En su segundo ciclo en el club porteño comienza a armar un equipo competitivo destacado por la fuerza de sus jugadores que además en su mayoría eran de los cerros de Valparaíso y sus alrededores, lo cual en 1958 le daría frutos y obtendría el tercer título profesional del club y en la primero en la liga nacional de aquel momento, después en los siguientes años sumaría dos Copa Chile y un nuevo subcampeonato en la liga local además de otro en la Copa Chile 1960.
Tras seis años de éxitos en Santiago Wanderers decide aceptar otro desafío y toma las riendas de O'Higgins de Rancagua donde pese a tener grandes figuras en su equipo como el seleccionado argentino Federico Vairo termina bajando a la Segunda División. Con el fracaso en su primera campaña con el club celeste se mantiene en el cargo y lograría ascender a la campaña siguiente siendo campeón de la Segunda División de Chile 1964. Luego se mantendría en O'Higgins teniendo regulares campañas hasta cuando nuevamente regresaría a Santiago Wanderers.
Al regresar a Valparaíso se encontró con un equipo bien armado diciendo que solo faltaban algunas piezas, por lo cual llevó a Mario Griguol, Elvio Porcel de Peralta y a Roberto Bonano como refuerzos los cuales les rendirían frutos ya que junto con otros jugadores como Reynaldo Hoffmann, Juan Álvarez o Vicente Cantatore formarían el equipo de "Los Panzers", que destacaban por jugar un fútbol aguerrido y agresivo a diferencia del que se jugaba en Chile por aquellos años, obtendrían el campeonato de aquel año. Ya con un nuevo campeonato logrado se marcharía nuevamente del club porteño por problemas con la dirigencia de aquel momento y partiría a Universidad Católica.
Con Universidad Católica lograría avanzar a semifinales de la Copa Libertadores 1969 pero después de eso no lograría tener buenas campañas pasando al Everton de Viña del Mar una temporada antes de regresar nuevamente a Santiago Wanderers. En su último regreso a Valparaíso no logró reeditar las campañas anteriores, teniendo una última campaña en 1977 que terminaría en el descenso por primera vez del club porteño.

## Clubes

### Como jugador
| Club               | País      | Año       |
| ------------------ | --------- | --------- |
| Platense           | Argentina | 1927-1936 |
| San Lorenzo        | Argentina | 1937      |
| Racing Club        | Francia   | 1938-1939 |
| Ferro Carril Oeste | Argentina | 1940-1946 |
| Badminton          | Chile     | 1947      |

### Como entrenador
| Club                 | País      | Año       |
| -------------------- | --------- | --------- |
| Ferro Carril Oeste   | Argentina | 1945-1946 |
| Badminton            | Chile     | 1947-1948 |
| Santiago Wanderers   | Chile     | 1949-1950 |
| Platense             | Argentina | 1951      |
| Sporting Tabaco      | Perú      | 1952      |
| San Lorenzo          | Argentina | 1953-1954 |
| Santiago Wanderers   | Chile     | 1955-1961 |
| O'Higgins            | Chile     | 1963-1967 |
| Santiago Wanderers   | Chile     | 1968      |
| Universidad Católica | Chile     | 1969-1973 |
| Everton              | Chile     | 1973      |
| Santiago Wanderers   | Chile     | 1975-1977 |

## Palmarés

### Como jugador

#### Campeonatos nacionales
| Título          | Club        | País    | Año  |
| --------------- | ----------- | ------- | ---- |
| Copa de Francia | Racing Club | Francia | 1939 |

### Como entrenador

#### Campeonatos nacionales
| Título           | Club               | País  | Año  |
| ---------------- | ------------------ | ----- | ---- |
| Primera División | Santiago Wanderers | Chile | 1958 |
| Copa Chile       | Santiago Wanderers | Chile | 1959 |
| Copa Chile       | Santiago Wanderers | Chile | 1961 |
| Segunda División | O'Higgins          | Chile | 1964 |
| Primera División | Santiago Wanderers | Chile | 1968 |